# Rocca Pagana
La Rocca Pagana  o Castèl è un torrione verticale calcareo di aspetto dolomitico di 1.261 m.l.m. sito nel comune di Magasa, nel Parco regionale dell'Alto Garda Bresciano. È un sito storico, un'area archeologica tardoromana-altomedievale,  e la vetta è sormontata da una croce di ferro. È di difficile accesso, solo per Escursionisti Esperti Attrezzati, tale da essere considerata la vetta più impegnativa del Parco con il monte Cingla.

## Geografia
La Rocca Pagana sorge verticalmente alla testata della Valle del torrente Magasino e si presenta come un imponente torrione calcareo di aspetto dolomitico. Diviso alla metà in due cime non della stessa altitudine, solamente la guglia est è scalabile fino alla cima sulla quale esiste un piccolo pianoro con i ruderi di un antico muricciolo lungo una decina di metri e alto non più di uno circondato da numerosi cespugli e da qualche betulla.  Il torrione è ricoperto nelle sue cenge erbose di alberi di carpino nero e le sue pareti degradano a strapiombo nella Valle di Reströf a ovest, nella Valle di Castello a est, a nord nella località Crune di Sotto e a sud nella Valle del Magasino. Sotto la vetta, nel versante sud, vi è una grotta o covolo, raggiungibile solamente calandosi con uso della corda. Fu esplorata da boscaioli locali nel secolo scorso e conserva un altro muricciolo sull'argine dello strapiombo della roccia, si può percorrere da sud ovest a nord quello che si chiama il "sentiero dei pagani". La salita della guglia ovest richiede doti alpinistiche e fu scalata per la prima volta, accertata, e senza nessun ausilio, nell'estate del 1958 dal sacerdote don Italo Salvi, docente della Facoltà di sociologia di Trento e alpinista e Nella Depretto.

### La geologia della Rocca Pagana
La roccia presenta una colorazione grigiastra, come sporca, in quanto la sua superficie è alterata dal gelo, dalla pioggia e dal sole e spesso "macchiata" da colonie di minuscoli licheni. Sotto questa "crosta" essa mostra una tinta più chiara, che conferma la sua appartenenza alle rocce calcaree, ovvero composte prevalentemente dal sale "carbonato di calcio" (il comune calcare). Più precisamente. queste rocce appartengono al gruppo dei cosiddetti "Calcari grigi" ed hanno la bella età di circa 190 milioni di anni. Si sono formate sul fiordo di un antichissimo mare in seguito al progressivo deposito di particelle minerali trasportate nel mare dai corsi d'acqua. Questo processo è durato milioni di anni ed ha subito frequenti interruzioni e variazioni, che oggi sono testimoniate dalla struttura stratificata della roccia, ovvero dalla presenza di strati sovrapposti. Dopo la pietrificazione del deposito di sedimenti, la roccia è stata spinta verso l'alto dalle immani forze che hanno creato le Alpi, per cui gli strati hanno in parte perduto l'originaria disposizione orizzontale.

## Origine del nome
L'origine del nome sembra derivare dalla parola latina "paganus", pagano, che indicava chi non era cristiano o l'abitante del pago, l'antica circoscrizione amministrativa romana o del villaggio. Il toponimo è diffuso sia nel bresciano che nel trentino come la Rocca Pagana 1.371 m a Storo; la Corna Pagana 1.440 m a Bagolino, Pagano è l'antico nome di un ponte sul fiume Chiese tra Villanuova sul Clisi e Tormini (Ponte Pier), monte Pagano (2.348 m) sito a nord di Monno; Pagà una località a nord ovest di Zone; mentre a Inzino ed in altri luoghi delle montagne della Val Trompia, si trovano dei ruderi di capanne abbandonate detti "pagà" dove pare si radunassero, in altri tempi, i pastori e i contadini per praticare antichi riti pagani; e le  "Tombe dei pagà" sovrastanti Ponte Saviore. La tradizione popolare vuole che tutti questi toponimi fossero rifugi degli ultimi pagani dopo la diffusione del cristianesimo avvenuta ufficialmente nel 380, quando l'imperatore Teodosio I promulgò l'Editto di Tessalonica nel quale proclamava il cristianesimo religione ufficiale dell'impero romano, e sanciva un'implicita condanna verso il culto delle religioni pagane.

## Storia
Rocca Pagana, data la scoperta di antichi manufatti,  è ritenuta un insediamento fortificato risalente per alcuni ai Galli cenomani mentre per altri al periodo riconducibile alla caduta dell'impero romano o altomedioevale. Infatti dopo la caduta dell'Impero romano d'Occidente e l'instaurazione del Regno ostrogoto di Teodorico il Grande, tra il 535 e il 553 si scatenò in Italia un lungo devastante conflitto che contrappose l'Impero bizantino agli Ostrogoti nella contesa di parte dei territori che fino al secolo precedente erano parte dell'Impero romano d'Occidente. Anche la Valle, a quanto sembra, non restò immune a questi eventi, in quanto indagini archeologiche condotte sul monte Castello di Gaino nel territorio di Toscolano Maderno, hanno portato alla luce un insediamento militare bizantino riconducibile a quel periodo o all'immediatezza dell'invasione longobarda che per i ricercatori rappresenta un punto strategico di controllo dei passi che dalla Valle Sabbia e Val di Ledro tramite la Val Vestino conducono verso il lago di Garda. Altri insediamenti fortificati del territorio riconducibili ad epoca tardoromana o altomedievale sono quelli del Castello di Zumiè e del Castello di Vico a Capovalle e del Castello-Rocca Pagana di Magasa ove sono state rilevate "strutture murarie con materiali ceramici". La croce di ferro di vetta, alta circa metri 1,70 fu collocata l'8 novembre 1959 dalla scolaresca delle scuole elementari di Magasa guidata dal maestro Vito Zeni. Essa risale al 1524 ed era collocata sul sagrato della Chiesa parrocchiale poi nel 1837, per 122 anni, fu riposizionata nel cimitero comunale.

## Cultura

### Leggenda
La leggenda popolare narra che in un periodo imprecisato nel tardo impero romano, quando l'avvento del cristianesimo soppiantò come religione di stato il culto degli antichi dei, "abitava le grotte una famiglia composta da padre e da tre figli tutti di religione pagana. Erano stati cacciati nel passato da Magasa dopo la diffusione del cristianesimo nella Val Vestino non avendo essi voluto accettare la nuova religione. Dediti ai furti, alle rapine e al sequestro di tanto in tanto di una donna di Magasa. Un giorno rapirono una donna intenta nei lavori agricoli in località Naveze e la portarono con loro lassù sull'alta guglia. La donna, sempre convinta fra se' della fuga, col tempo carpì la fiducia dei suoi sequestratori e ricorse ad uno stratagemma per eseguire il suo piano facendosi portare dei fasci di vimini per farne degli utensili. Piano piano ella trasformò i vimini in una catena per calarsi dalla rupe. In una notte tentò una prima fuga ma la catena si dimostrò corta costringendola a rinviare il suo intento. Pertanto nuovamente invitò i fratelli a procurale altri vimini. Finalmente giunse la notte propizia quando i fratelli si recarono a Cima Rest. Calò la catena di legno, vi si aggrappò, scendendo fino al Faggio di Castello e da qui corse al sicuro a Magasa inseguita in lontananza dai sopraggiunti fratelli. Dopo una corsa affannata trovò riparo nella chiesa. Le grida della fanciulla e quella dei pagani svegliarono gli abitanti del paese che accorsero, inseguirono e li catturarono liberandosi per sempre della continua minaccia. Sulla rupe era rimasto solo l'anziano padre che atteso inutilmente il rientro dei figli, terminati i viveri e presago della triste fine dei suoi cari, scese dalla Rocca ma giunto al vetusto faggio di Castello si accasciò chiamando il soccorso di qualche viandante. Un mandriano, richiamato dalle grida, giunse vicino al vecchio cercando di prestargli soccorso ma fece solo in tempo a raccogliere solo la frase: "Non è più tempo di paganesimo ma di cristianesimo".

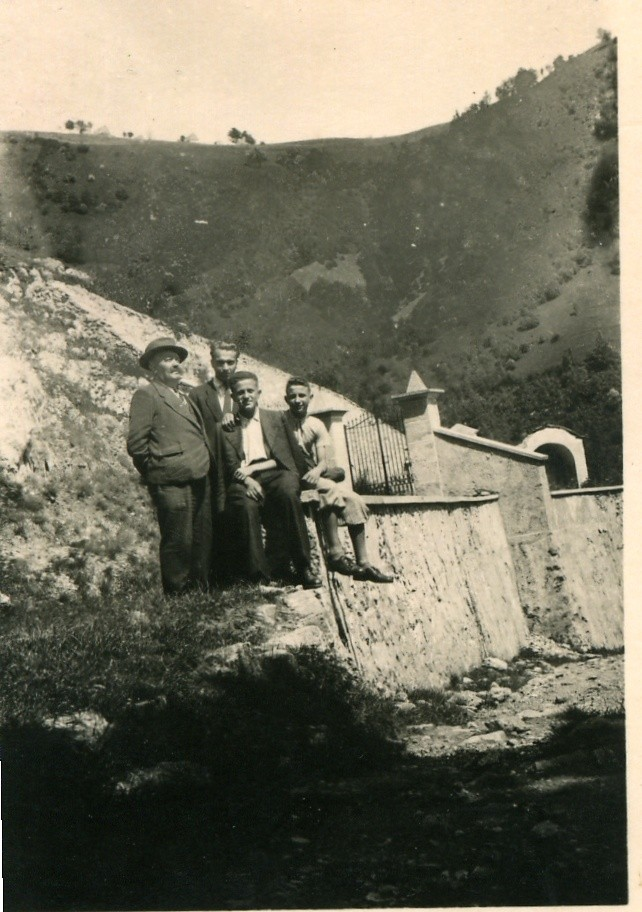
1946. Alla destra del gruppo il giovane Italo Salvi di Magasa

## Accesso
L'unico sentiero di accesso fino alla base del torrione ha inizio dal Ponte di Castello a quota di mt. 1026 poco oltre l'abitato di Magasa, al bivio tra monte Denai e Cima Rest. Qui il tracciato superato il torrente Magasino e indicato da una palina con la scritta Malga Alvezza,  si inerpica zigzagando subito in quota in direzione nord est nella faggeta della Valle di Castello, fino a raggiungere il Faggio di Castello nella parte sud del torrione. Proseguendo per circa 50 metri, si abbandona il sentiero di salita, seguendo a sinistra del costone le tracce di un esile sentierino non segnalato che aggirando la Rocca si porta in direzione nord–ovest a nord alla base dello sperone roccioso della Rocca Pagana. Raggiunta la meta si trova un cartello in legno con scritto solo per esperti e un segnavia rosso dipinto sulla pianta di un faggio che indica a sinistra il punto di salita alla Rocca.
La cengia erba mista roccia si presenta lunga pochissimi metri e va percorsa con molta perizia visto che la stessa diventa ben presto esposta ad uno strapiombo di oltre 30 metri. La roccia infatti tende a indirizzare verso l’esterno chi la affronta e presenta pochi appigli per aggrapparsi se non un cordino di metallo attrezzato impedendo inoltre la vista dove posare i piedi nell'avanzamento. Superato l'ostacolo, il tracciato dopo qualche metro di salita in direzione sud, diventa ben visibile, più agevole,  e costeggia il versante est della vetta fino alla sua sommità. Il tempo di salita è di 50’, il dislivello di mt. 240 circa ed è riservato solo ad Escursionisti Esperti privi di vertigini con doti alpinistiche.

## Galleria d'immagini

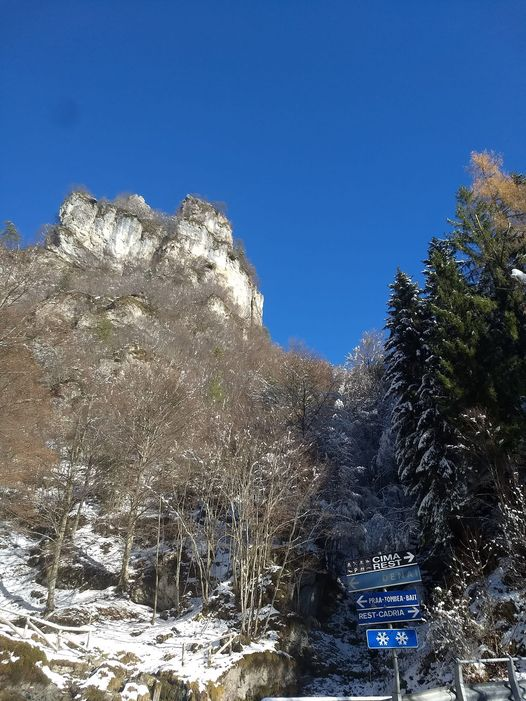
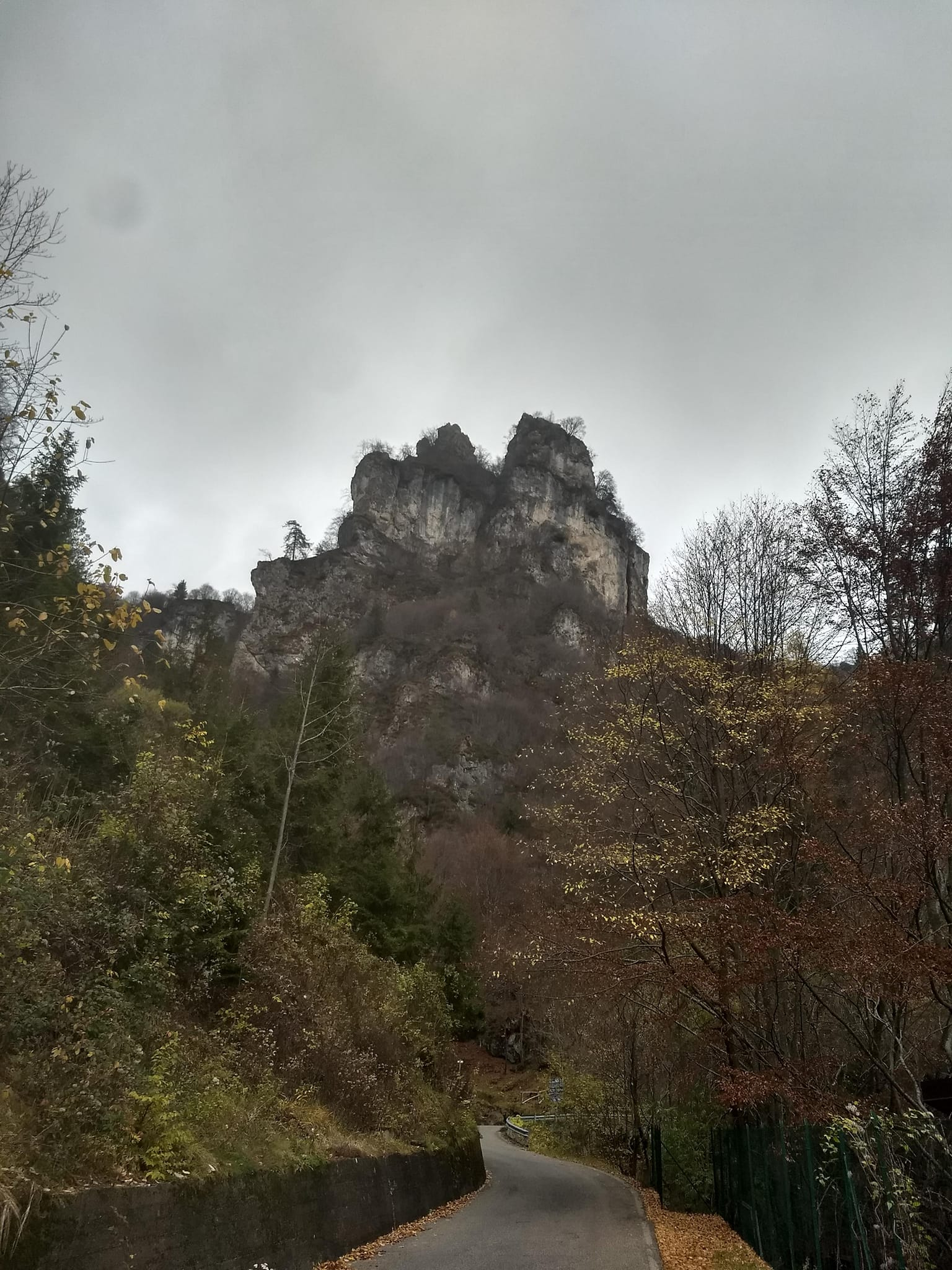
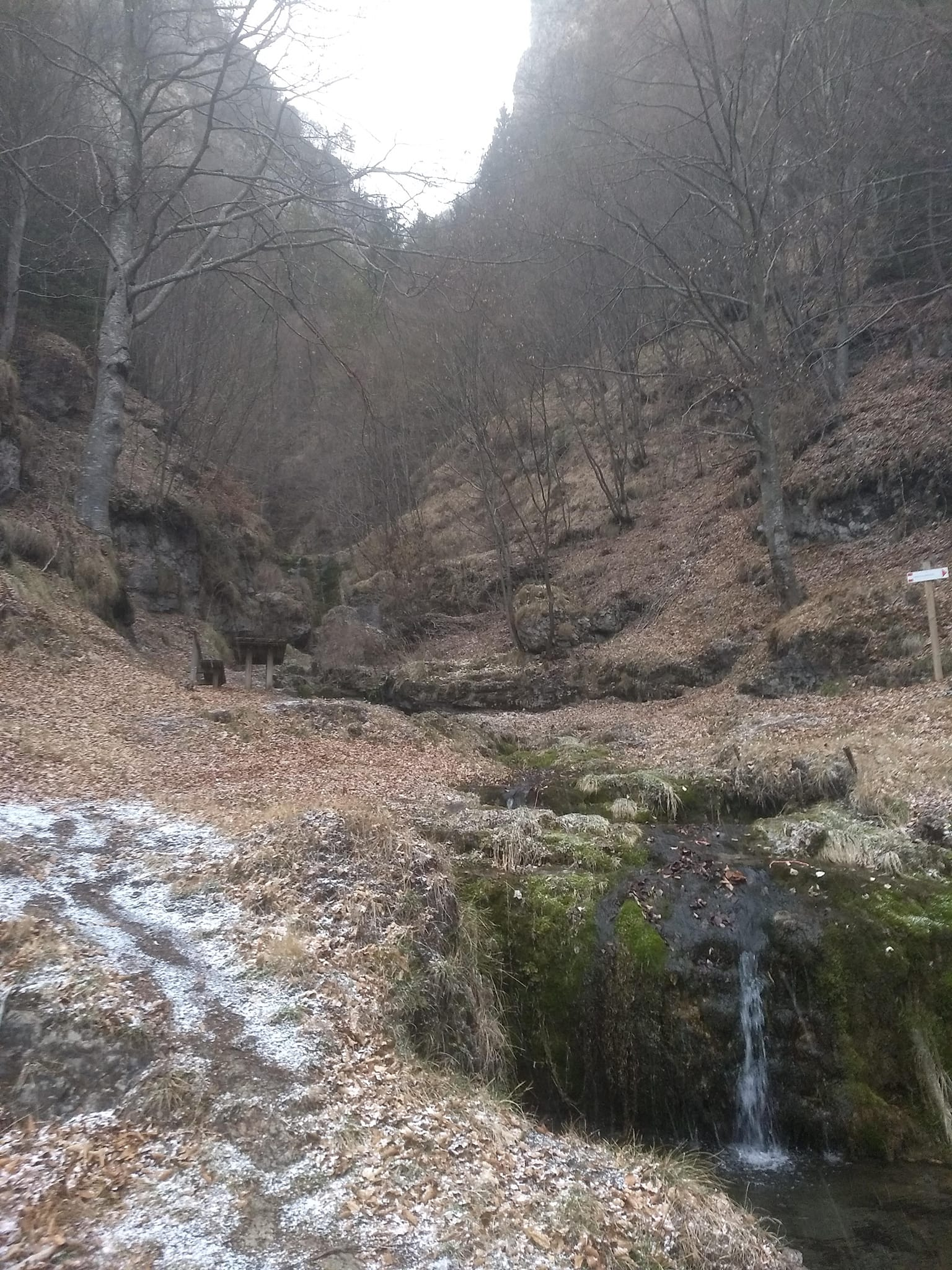
Località Ponte di Castello: accesso al sentiero di salita alla Rocca
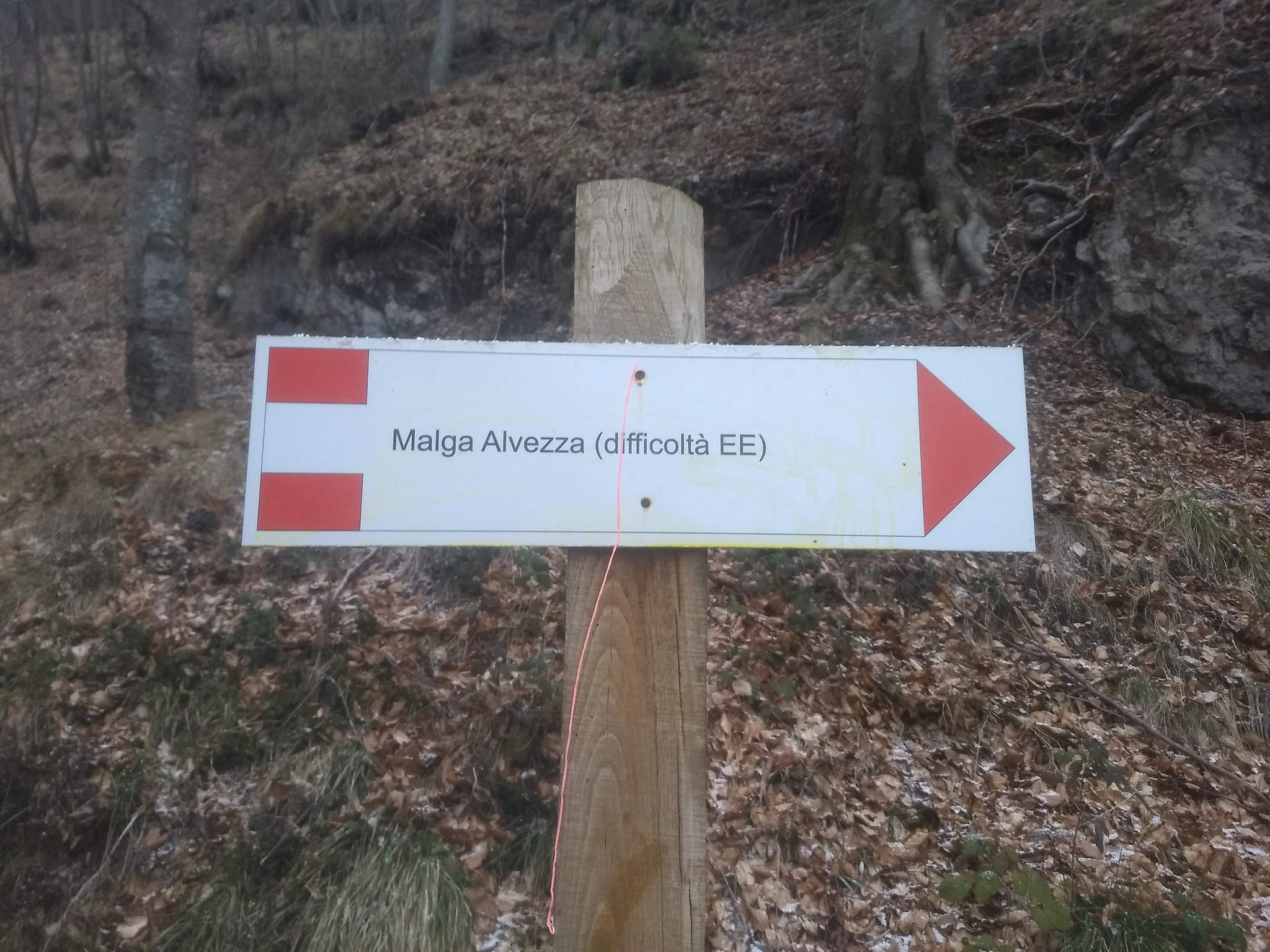
Ponte di Castello: palina all'inizio del sentiero di salita
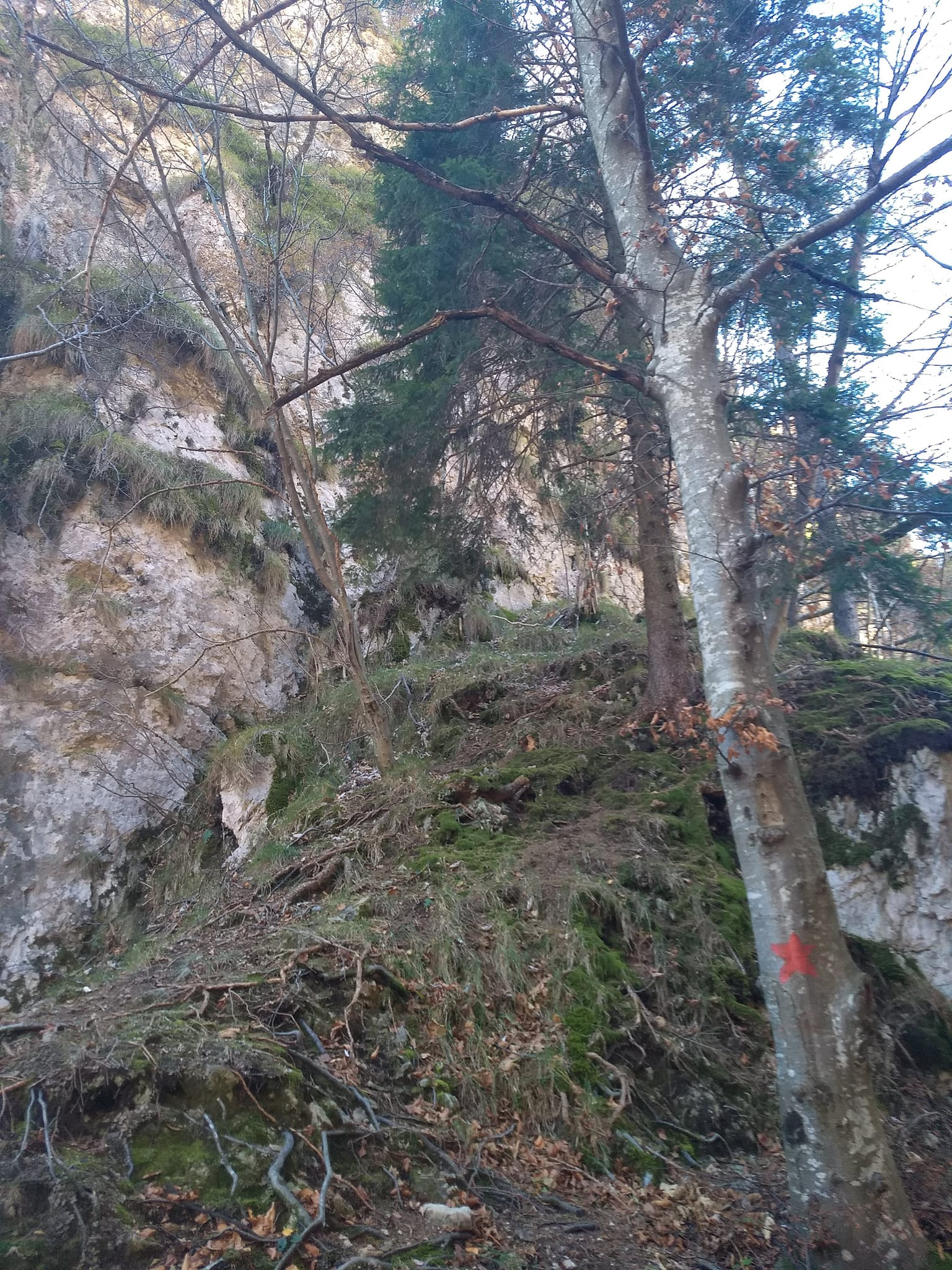
Base della Rocca nel versante a nord: inizio dell'accesso al torrione
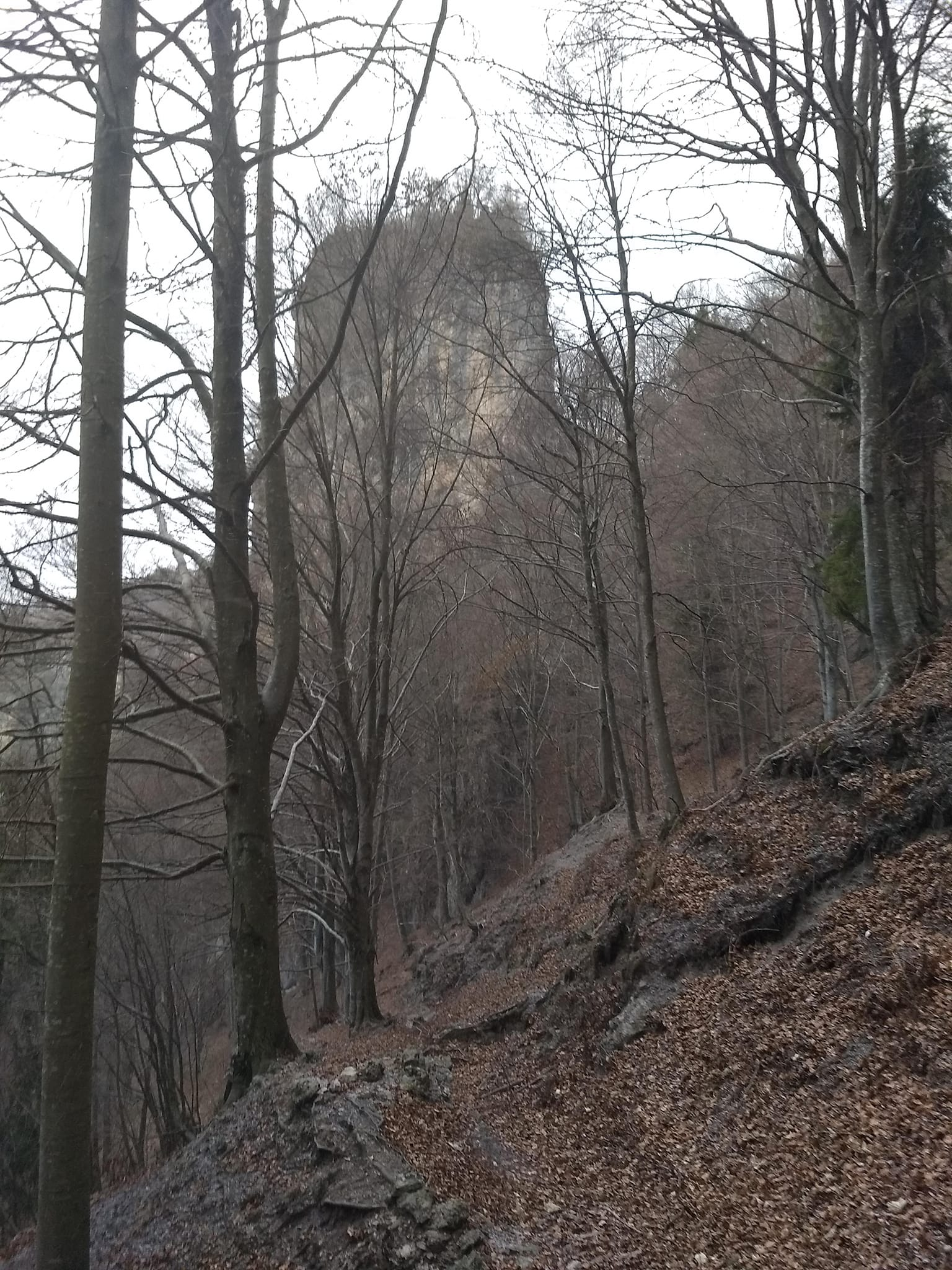
Il versante est della Rocca Pagana
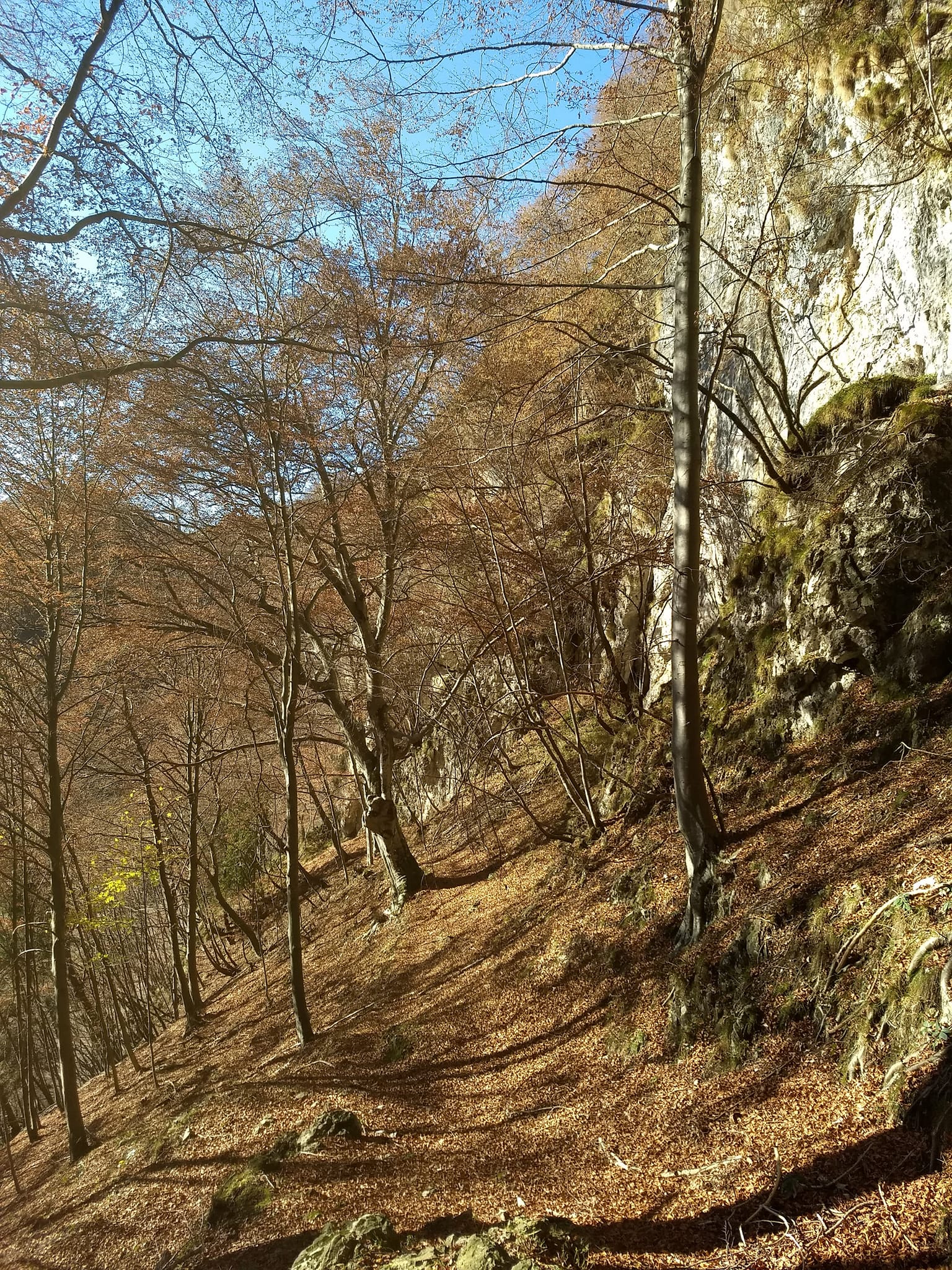
Località Faggio di Castello
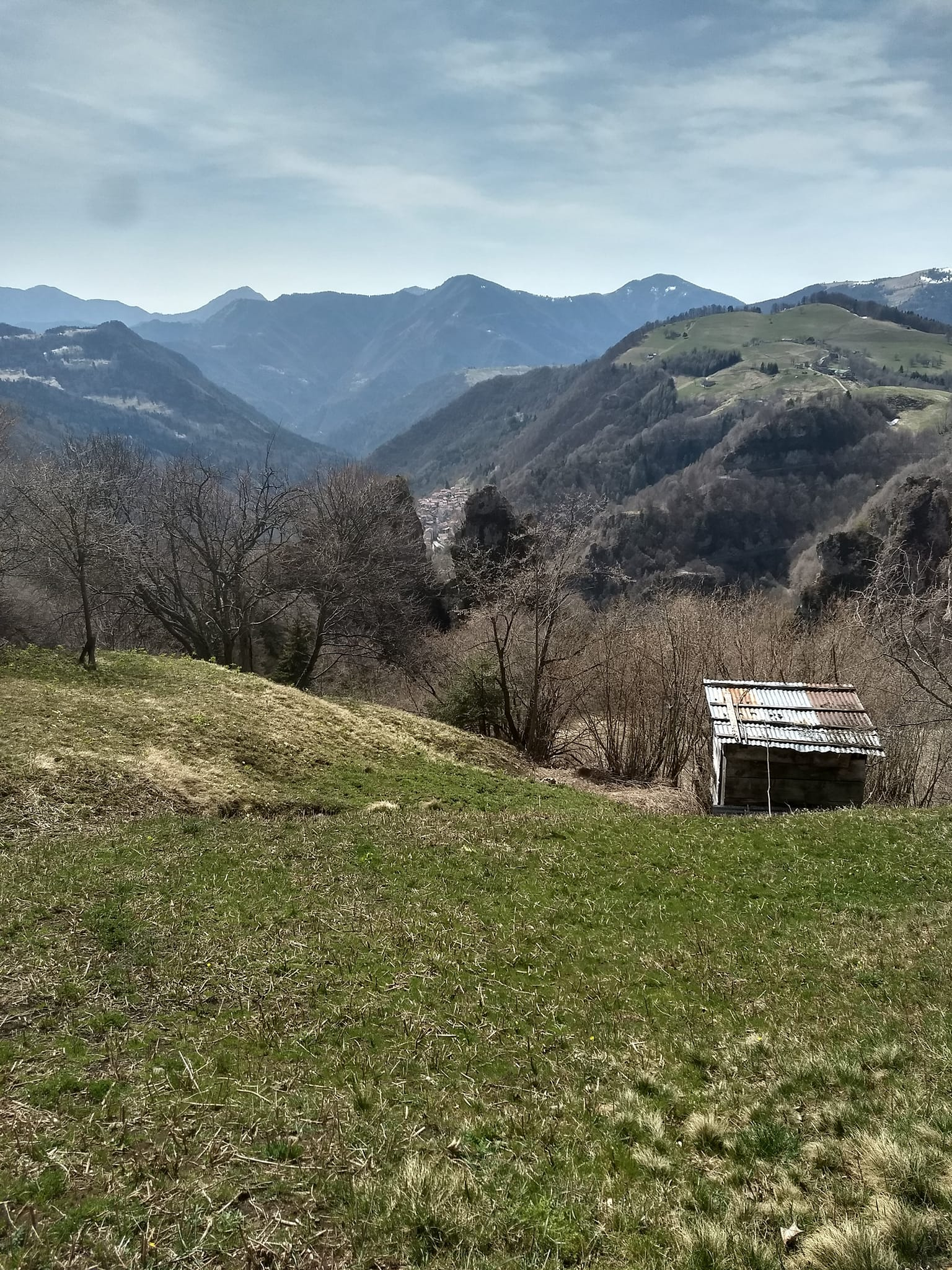
Le due cime della Rocca Pagana viste da Crune di Sopra, oltre l'abitato di Magasa
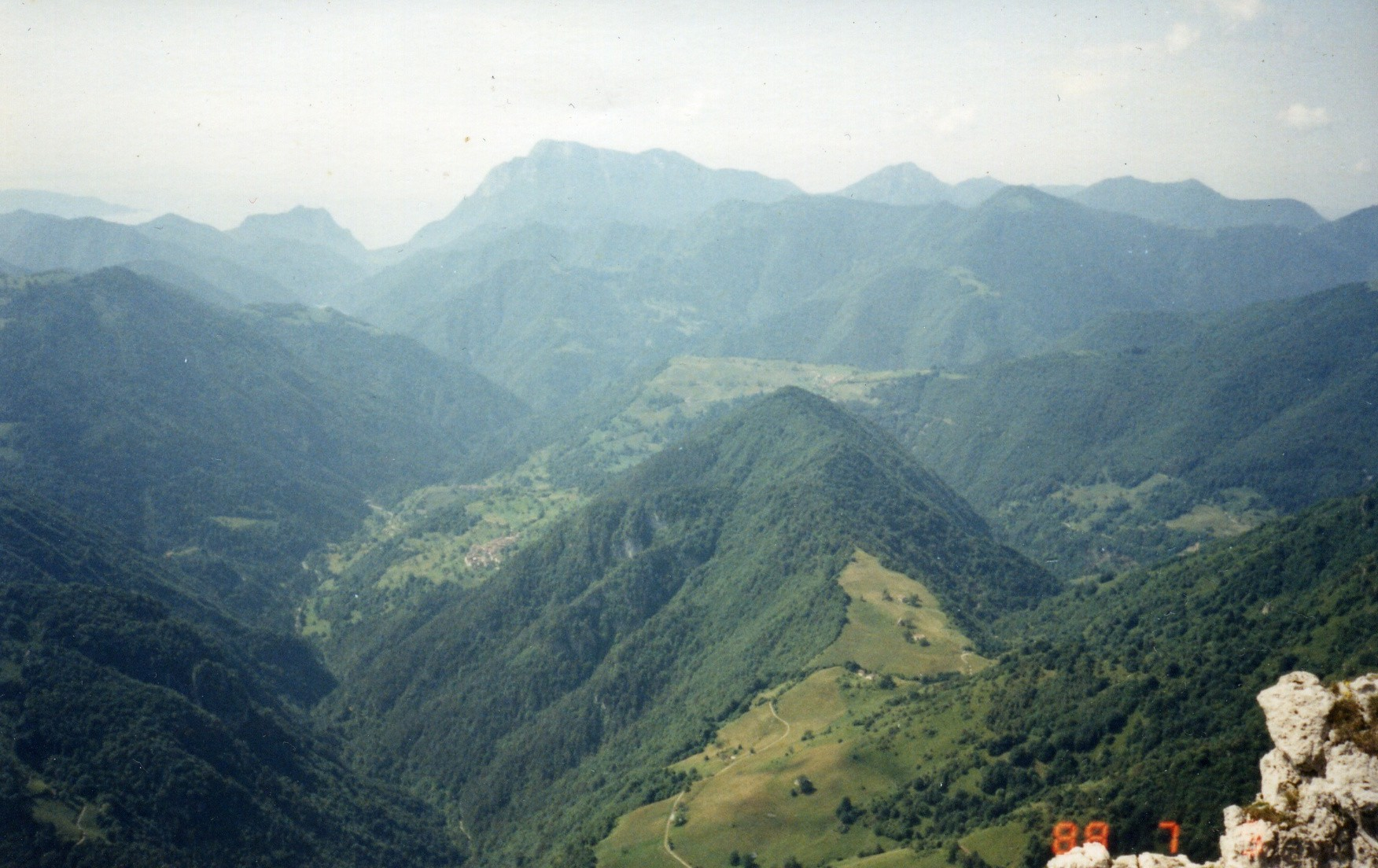
La Val Vestino vista dalla cima della Rocca Pagana nel luglio del 1989